# Stjärnhovstryffel
Stjärnhovstryffel (Choiromyces meandriformis) är en svampart som beskrevs av Carlo Vittadini 1831. Choiromyces meandriformis ingår i släktet Choiromyces och familjen Tuberaceae.   Inga underarter finns listade i Catalogue of Life.
I den svenska databasen Dyntaxa används istället namnet Choiromyces venosus för samma taxon.  Arten är reproducerande i Sverige.

## Bildgalleri

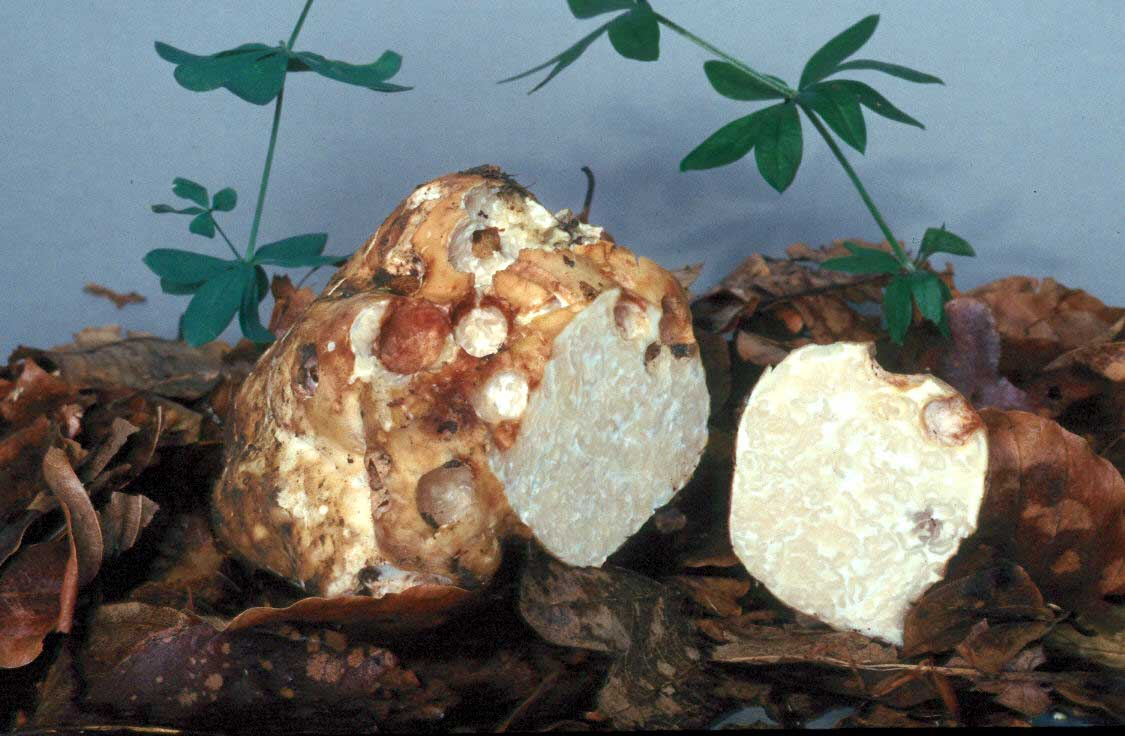